# إل هييرو
إل هييرو (بالإسبانية: El Hierro [el ˈʝero])، وتُلقب بـ جزيرة خط الطول، هي أقصى الجزر جنوبًا وغربًا ضمن أرخبيل جزر الكناري، وهو إقليم يتمتع بالحكم الذاتي تابع لإسبانيا، وتقع في المحيط الأطلسي قبالة الساحل الإفريقي. بلغ عدد سكانها 11,659 نسمة في عام 2023. عاصمة الجزيرة هي فالفرّدي.
تبلغ مساحة إل هييرو 268.51 كيلومترًا مربعًا (103.67 ميلًا مربعًا)، مما يجعلها ثاني أصغر جزيرة من الجزر الرئيسية الثمانية في جزر الكناري، بعد لا غراسيونا التي تُعد الأصغر.